# 小行星2595
小行星2595（2595 Gudiachvili）是一颗围绕太阳公转的小行星。1979年5月19日，理察·馬丁·威斯特在拉西拉天文台发现了此天体。
該小行星以喬治亞畫家拉多·古迪亞什維利命名。
这颗小行星的绝对星等为278.48420等。